# 1,4,5,6,7,7-Hexachlor-5-norbornen-2,3-dicarbonsäure
1,4,5,6,7,7-Hexachlor-5-norbornen-2,3-dicarbonsäure ist eine chemische Verbindung aus der Gruppe der Carbonsäuren und Hexachlornorbornene. Das Anhydrid der Verbindung ist 1,4,5,6,7,7-Hexachlor-8,9,10-trinorborn-5-en-2,3-dicarbonsäureanhydrid und strukturell mit chlorierten Cyclodieninsektiziden wie Aldrin, Dieldrin, Endrin, Isodrin, Endosulfan, Chlordan und Heptachlor verwandt.

## Gewinnung und Darstellung
1,4,5,6,7,7-Hexachlor-5-norbornen-2,3-dicarbonsäure kann durch eine Diels-Alder-Reaktion von Hexachlorcyclopentadien mit Maleinsäureanhydrid und anschließende Hydrolyse des entstehenden Anhydrids gewonnen werden.

## Eigenschaften
1,4,5,6,7,7-Hexachlor-5-norbornen-2,3-dicarbonsäure ist ein weißer kristalliner Feststoff, der sich bei Erhitzung noch vor dem Erreichen des Schmelzpunktes beginnt, sich zum Anhydrid zu zersetzen. Die Verbindung ist sehr beständig gegen hydrolytische Dechlorierung, bildet leicht Salze mit einer Vielzahl von Metallen. Sie bildet Ester bei Erhitzen mit oder ohne azeotropen Lösungsmitteln (z. B. Chlorbenzol) und bildet leicht Polyesterharze vom Alkyltyp durch Reaktion mit Glycolen und anderen Polyolen.

## Verwendung
1,4,5,6,7,7-Hexachlor-5-norbornen-2,3-dicarbonsäure wird Zwischenprodukt zur Herstellung von Polyesterharzen und als Flammschutzmittel verwendet.